# Serie A 1922 (pallapugno)
La Serie A di pallapugno 1922 è stata il decimo campionato italiano di pallapugno. Si è svolta nell'estate del 1922, terminando il 28 agosto, e la vittoria finale è andata per la seconda volta alla squadra di Bra, capitanata da Pierino Bonsignore, al suo secondo scudetto.

## Formula
Secondo i documenti reperibili le squadre iscritte disputarono sette incontri di qualificazione e un girone finale con tre formazioni partecipanti, a seguito della squalifica delle squadre di Castellinaldo e Beinette. Tutti gli incontri si svolsero allo sferisterio Borgo Vanchiglia di Torino.

## Squadre partecipanti
Parteciparono al torneo sei società sportive italiane, cinque provenienti dal Piemonte e una dalla Liguria.
| Squadra          | Provenienza | Campionati di Serie A | Risultato 1920               |
| ---------------- | ----------- | --------------------- | ---------------------------- |
| Acqui Terme      | Piemonte    | 2                     | Campione d'Italia di Serie A |
| Beinette         | Piemonte    | Esordio               | -                            |
| Bra              | Piemonte    | 5                     | 7° in Serie A                |
| Castellinaldo    | Piemonte    | 3                     | 5° in Serie A                |
| Rocchetta Tanaro | Piemonte    | Esordio               | -                            |
| Sanremo          | Liguria     | 5                     | 3° in Serie A                |

## Formazioni
| Squadra          | Battitore           | Spalla          | Terzini                                   |
| ---------------- | ------------------- | --------------- | ----------------------------------------- |
| Acqui Terme      | Maggiorino Bistolfi | G. Solferino    | Marcello Bertonasco, Rapetti, Q. Depetris |
| Beinette         | C. Marengo          | Silvestro Gyp   | S. Marengo, Civalleri, Rizieri, Molino    |
| Bra              | Pierino Bonsignore  | Riccardo Fuseri | Maurizio Aprile, Botto, Merlino           |
| Castellinaldo    | Cicco Delpiano      | Raimondo        | Colombano, Negro                          |
| Rocchetta Tanaro | Bendone             | Sacchero        | Porzio, Nicola                            |
| Sanremo          | Milin Panizzi       | Bruzzone        | Remo Ghiara, Molle                        |

## Torneo

### Quarti di finale

#### Risultati
| ago.       | Castellinaldo - Bra            | 11 - 8  |
| ago.       | Rocchetta Tanaro - Beinette    | 11 - 9  |
| ago.       | Rocchetta Tanaro - Acqui Terme | 11 - 7  |
| ago.       | Sanremo - Acqui Terme          | 11 - 8  |
| ago.       | Bra - Beinette                 | 11 - 7  |
| ago.       | Sanremo - Rocchetta Tanaro     | 11 - 4  |
| 13-15 ago. | Castellinaldo - Beinette       | sospesa |

#### Classifica
| Pos. | Squadra          | P | G | V | P | GV | GP | DG  |
| 1    | Sanremo          | 2 | 2 | 2 | 0 | 22 | 12 | +10 |
| 2    | Rocchetta Tanaro | 3 | 2 | 1 | 0 | 26 | 27 | -1  |
| 3    | Castellinaldo    | 1 | 1 | 1 | 0 | 11 | 8  | +3  |
| 4    | Bra              | 1 | 2 | 1 | 1 | 19 | 18 | +1  |
| 5    | Beinette         | 0 | 2 | 0 | 2 | 16 | 22 | -6  |
| 6    | Acqui Terme      | 0 | 2 | 0 | 2 | 15 | 22 | -7  |

### Girone finale

#### Risultati
| 26 ago. | Rocchetta Tanaro - Sanremo | 11 - 6 |
| 27 ago. | Bra - Rocchetta Tanaro     | 11 - 6 |
| 28 ago. | Bra - Sanremo              | 11 - 6 |

#### Classifica
| Pos. | Squadra          | P | G | V | P | GV | GP | DG  |
| 1    | Bra              | 2 | 2 | 0 | 0 | 22 | 12 | +10 |
| 2    | Rocchetta Tanaro | 1 | 2 | 1 | 1 | 18 | 18 | 0   |
| 3    | Sanremo          | 0 | 2 | 0 | 2 | 12 | 22 | -10 |

## Verdetti
- Bra Campione d'Italia 1922 (2º titolo)